# Jan (Stinka)
Jan, imię świeckie Iwan Stinka (ur. 14 stycznia 1935 w Buchanan, zm. 19 września 2022 w Saskatoon) – ukraiński duchowny prawosławny, były zwierzchnik Ukraińskiego Kościoła Prawosławnego Kanady, od 2010 w stanie spoczynku.

## Życiorys
Po kilkunastu latach pracy jako nauczyciel w szkołach podstawowych ukończył w 1972 trzyletnie studia teologiczne w Kolegium św. Andrzeja w Winnipeg. 18 sierpnia roku następnego przyjął święcenia diakońskie, zaś 25 sierpnia 1974 w cerkwi Przemienienia Pańskiego w Yorkton – kapłańskie. Bezpośrednio po święceniach został skierowany jako proboszcz do parafii w Moose Jaw. Równolegle kontynuował studia na Uniwersytecie Saskatchewan, które w 1976 ukończył jako magister sztuk. Dwa lata później przeniesiony do parafii w Kamsack. W 1980 za swoją pracę duszpasterską otrzymał prawo noszenia skufii.
W 1983 nadzwyczajny sobór Ukraińskiego Kościoła Prawosławnego Kanady wyznaczył go na wikariusza eparchii centralnej z tytułem biskupa Saskatoon. Chirotonia biskupia miała miejsce 27 listopada tego samego roku. Dwa lata później został biskupem Edmonton i eparchii zachodniej, zaś w 1990 podniesiono go do godności arcybiskupiej. W 1993, w uznaniu jego dotychczasowego dorobku duszpasterskiego, sobór nadał mu prawo noszenia krzyża na kłobuku.
Po śmierci metropolity Bazylego w styczniu 2005 arcybiskup Jan został locum tenens Kościoła. XXI sobór Ukraińskiego Kościoła Prawosławnego w Kanadzie w czerwcu 2005 wybrał go na nowego zwierzchnika, co 20 października tego samego roku potwierdził Patriarchat Konstantynopolitański.
W 2010 ogłosił swoje odejście w stan spoczynku. XXII sobór Kościoła wybrał na jego następcę arcybiskupa Jerzego (Kaliszczuka).